# Emmanuel-Philibert de Savoie-Carignan
Emmanuel-Philibert de Savoie, né le 20 août 1628 à Moûtiers dans le duché de Savoie et mort le 23 avril 1709 à Turin en Italie, est un prince issu des Savoie-Carignan, branche cadette de la maison de Savoie et héritier du titre prince de Carignan (1656-1709), comte de Clermont.

## Biographie

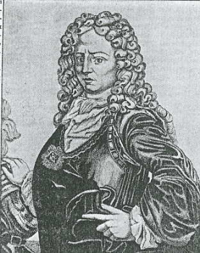
Le prince de Carignan.

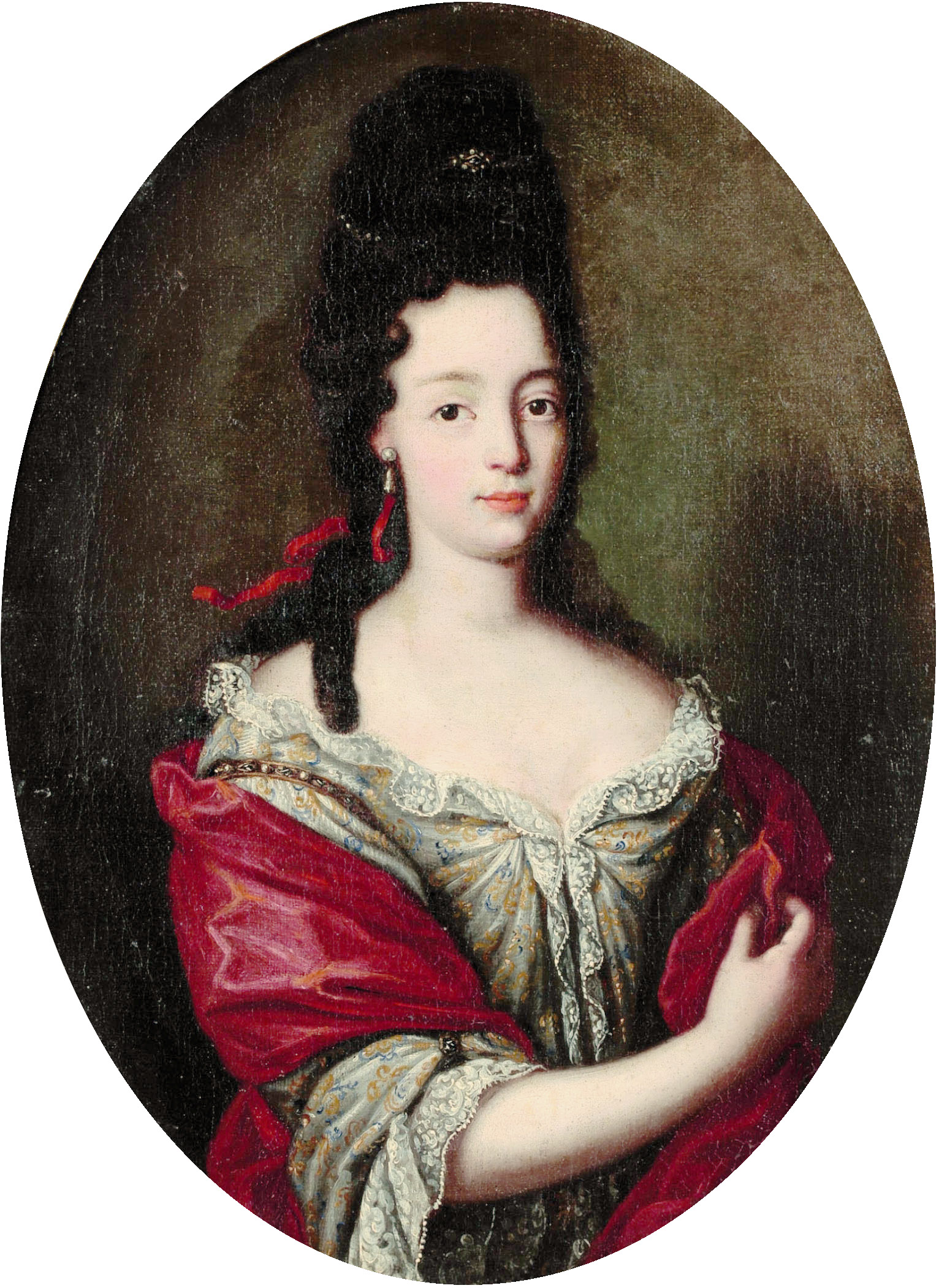
Angélique Catherine d'Este, la femme du prince.

Emmanuel-Philibert naît le 20 août 1628 à Moûtiers, dans le duché de Savoie. Il est le fils du prince Thomas de Savoie-Carignan, et de Marie de Bourbon, comtesse de Soissons. Sa mère accouche dans la cité tarine lors d'un voyage vers ou en provenance du Val d'Aoste. Las habitants de la vallée offrent à la princesse un mulet en cadeau.
Emmanuel-Philibert naît sourd et apprend à communiquer avec ses proches en lisant sur les lèvres et prononçait quelques mots avec difficulté. Son handicap préoccupe beaucoup toute sa famille. Très jeune, il est envoyé chez un précepteur espagnol, Manuel Ramírez de Carríon, professeur renommé des sourds. Il semble que son père ait appris la connaissance de cet instituteur lorsqu'il dirigea les armées espagnoles.
Pendant le siège de Pavie de 1655, il est aux côtés avec son père, Thomas de Savoie-Carignan. Au cours de la bataille de Turin de 1706, le prince est arrêté par les troupes françaises. Il décède le 23 avril 1709.

## Mariage et descendance
Emmanuel-Philibert de Savoie épousa le 7 novembre 1684 Angélique-Catherine d'Este (1656 † 1722), fille de Borso d'Este et d'Hyppolita d'Este. Ce mariage fut désapprouvé par Louis XIV qui voulait qu'Emmanuel-Philibert épousât une princesse française. En 1685, après l'intervention de Victor-Amédée II, il obtient la permission de Louis XIV de retourner à Turin.
Emmanuel-Philibert et Angélique Catherine eurent deux filles et deux garçons. Seul leur fils Victor-Amédée a des enfants.
- Marie-Victoire (1687 † 1763), mariée en 1721 à Giuseppe Malabaila († 1735), comte di Cercenasco
- Isabelle-Louise (1688 † 1767), mariée trois fois avec 1) Alfonso Taparelli, comte di Lagnasco, 2) Eugenio, comte Cambiano di Ruffia e Savigliano et 3) chevalier Carlo Biandrate di San Giorgio
- Victor-Amédée Ier de Savoie-Carignan (1690 † 1741)
- Thomas-Philippe-Gaston (1696 † 1715)